# Anastasios Charalambis
Anastasios Charalambis (Grieks: Αναστάσιος Χαραλάμπης) (Kalavryta, 1862 – Athene, 11 maart 1949) was een Griekse luitenant-generaal die in 1922 voor één dag eerste minister van Griekenland was.

## Levensloop
Anastasios Charalambis werd in 1862 geboren in Kalavryta. Na studies aan de Helleense Legeracademie, werd hij in 1884 als tweede luitenant toegevoegd bij de Artillerie. In 1888 werd hij gepromoveerd tot luitenant en in 1895 tot kapitein. Hij vocht mee bij de Grieks-Turkse Oorlog van 1897. Nadien werd hij in 1908 gepromoveerd tot majoor, in 1910 tot luitenant-kolonel en in 1913 tot kolonel. Bij de Balkanoorlogen van 1912-1913 diende hij als stafchef bij de Eerste Divisie van de Infanterie in Macedonië en dan bij de Vierde Divisie van de Infanterie in de operaties van Epirus. Daarna was hij de stafchef van de Eerste Divisie voor de operaties tegen Bulgarije in de Tweede Balkanoorlog.
In 1914 werd hij stafchef van het Tweede Legerkorps en daarna was hij directeur van het Bureau Artillerie op het ministerie van Militaire Zaken. Van 26 april tot 14 juni 1917 was Charalambis zelf minister van Militaire Zaken en vanaf 26 juni 1917 was hij chef van de Griekse Stafdienst tot in november van hetzelfde jaar. In het begin van 1918 werd hij commandant van  het Tweede Legerkorps en in juli 1918 vertrok hij uit het Leger. Intussen was hij in 1917 gepromoveerd tot majoor-generaal en in 1918 tot luitenant-generaal.
Na de nederlaag van de Grieken bij de Grieks-Turkse Oorlog van 1919-1922, viel de regering van Petros Protopapadakis en brak in Griekenland een politieke crisis. In september 1922 brak er een militaire revolte uit en de revolutionairen eisten dat koning Constantijn I moest abdiceren en dat premier Nikolaos Triantafyllakos moest aftreden. Nadat dit gebeurde, installeerde het Revolutionair Comité een nieuwe regering met Alexandros Zaimis als premier en Anastasios Charalambis als minister van Militaire Zaken. Omdat Alexandros Zaimis in het buitenland zat en het premierschap weigerde, werd Sotirios Krokidas benoemd tot waarnemend eerste minister. Zolang Krokidas niet in Athene was, was Charalambis eerste  minister. Hij werd beëdigd op 29 september 1922 en op 30 september 1922 maakte hij plaats voor Sotirios Krokidas. Charalambis stierf in 1949.